# Raoul V de Gaucourt
Raoul V de Gaucourt est un chevalier, seigneur de Gaucourt, Hargicourt et Luzarches, chambellan de Charles VI, sénéchal de Beaucaire, bailli de Rouen et ambassadeur de Charles VI. 
Il est le père de Raoul de Gaucourt, héros de la guerre de Cent Ans et compagnon de Jeanne d'Arc.
Né a une date inconnue, il est assassiné dans la nuit du 24 juillet 1417 dans son lit à Rouen. 

## Famille
Raoul est le fils Jean Ier de Gaucourt, parfois inscrit par erreur comme Raoul IV de Gaucourt. Son père est né à une date inconnue et, à sa mort le 22 février 1393, est inhumé à Abbécourt. Son père est seigneur de Gaucourt, Hargicourt, Maisons-sur-Seine, Viry et Villiers, il est maître d’hôtel du roi Charles V. Malgré les Hermines, la famille n'est pas bretonne. La famille Gaucourt se retrouve en Picardie et en Berry. Raoul V fait partie de la branche picarde de sa famille, il est la septième génération de seigneurs de Gaucourt, descendant de Simon Ier de Clermont mort vers 1187. Sa mère est Jeanne de Farainville (ou Fargeville), dame de Hardeville, Sérans et Farainville qui était originaire d'Île-de-France dans l'actuel département du Val-d'Oise.